# Kodeks 0309
Kodeks 0309 (Gregory-Aland no. 0309) – grecki kodeks uncjalny  Nowego Testamentu na pergaminie, datowany metodą paleograficzną na VI wiek. Rękopis jest przechowywany w Kolonii. Rękopis zachował się we fragmentarycznym stanie. Tekst rękopisu nie jest wykorzystywany we współczesnych wydaniach  greckiego Nowego Testamentu. 

## Opis
Zachował się fragment pergaminowej karty rękopisu, z greckim tekstem  Ewangelii Jana 20,20-24.28-30. Oryginalna karta kodeksu prawdopodobnie miała rozmiar 18 na 13 cm. Tekst był pisany jedną kolumną na stronę, 27 linijek tekstu na stronie . 

## Historia
INTF datuje rękopis 0309 na VI wiek . Tekst fragmentu zidentyfikowany został w 1997 roku. Tekst fragmentu opublikowali U.B. Schmid, W.J. Elliott, oraz D.C. Parker w 2013 roku . 
Fragment nie jest cytowany w wydaniach greckiego Nowego Testamentu Nestle-Alanda (NA28). Nie jest cytowany w czwartym wydaniu Zjednoczonych Towarzystw Biblijnych (UBS4).
Rękopis jest przechowywany w  Uniwersytecie Kolońskim (Institut für Altertumskunde, Inv. 806) w Kolonii .